# Gobiodon quinquestrigatus
 Gobiodon quinquestrigatus és una espècie de peix de la família dels gòbids i de l'ordre dels perciformes.

## Morfologia
Els mascles poden assolir els 4,5 cm de longitud total.

## Distribució geogràfica
Es troba des de les Filipines fins a les Illes de la Societat, el sud del Japó, Austràlia Occidental i Tonga.